# Curculionites
Curculionites (лат.) — род вымерших жуков из семейства долгоносиков, живших с позднемеловой эпохи по миоцен (72,1—5,333 млн лет назад).
Длина тела имаго составляет от 2 мм до 14 мм. 

## История изучения
Род описан в 1847 году Освальдом фон Хеером, швейцарским геологом, ботаником и энтомологом. Остатки типового вида (и других многочисленных насекомых) найдены в миоценовых морских отложениях вблизи посёлка Радобой (Хорватия). 
Часто виды, отнесённые к роду, описывали по единственному надкрылью.

## Палеоареал
К Curculionites относят жуков, живших в маастрихте на территории современных США, в палеоцене — Аргентины, в эоцене — Великобритании и Германии, в олигоцене — Франции, в миоцене — Польши, России и Хорватии.

## Систематика
Род относится к подсемейству Lixinae. По мнению А. А. Легалова, этот род относится к подсемейству Entiminae.
По данным сайта Paleobiology Database, на ноябрь 2020 года в род включают 26 вымерших видов:
- Curculionites angustior Cockerell & Wagner, 1936
- Curculionites brenthiformis Cockerell, 1920
- Curculionites epistictus Cockerell & Wagner, 1936
- Curculionites eustictus Cockerell & Wagner, 1936
- Curculionites harringtoni Cockerell, 1925
- Curculionites hylobioides Northrop, 1928
- Curculionites jujuyensis Cockerell, 1925
- Curculionites latiusculus Cockerell & Wagner, 1936
- Curculionites magdalinus Cockerell & Wagner, 1936
- Curculionites marginatus Giebel, 1856
- Curculionites megastictus Cockerell & Wagner, 1936
- Curculionites microstictus Cockerell & Wagner, 1936
- Curculionites northropi Cockerell, 1928
- Curculionites optimus Cockerell, 1920
- Curculionites ovatus Oustalet, 1870
- Curculionites parastictus Cockerell & Wagner, 1936
- Curculionites parvulus Heer, 1856
- Curculionites punctillatus Haupt, 1950
- Curculionites redtenbacheri Heer, 1847
- Curculionites shareipoffi Cockerell, 1925
- Curculionites silesiacus Assmann, 1870
- Curculionites stebingeri Cockerell, 1926
- Curculionites sunchalicus Cockerell & Wagner, 1936
- Curculionites vulpinus Northrop, 1928
- Curculionites wielandi Cockerell, 1925